# Шульгинська сільська рада
| Шульгинська сільська рада — орган місцевого самоврядування у Старобільському районі Луганської області з адміністративним центром у с. Шульгинка. Історична дата утворення: в 1917 році. Водоймища на території, підпорядкованій даній раді: річка Айдар. Сільській раді підпорядковані населені пункти: - с. Шульгинка - с. Омелькове |

## Склад ради
Рада складається з 18 депутатів та голови.

### Керівний склад ради
| ПІБ                      | Основні відомості                                                         | Дата обрання | Дата звільнення |
| ------------------------ | ------------------------------------------------------------------------- | ------------ | --------------- |
| Гангала Ігор Вікторович  | Сільський голова, 1963 року народження, освіта, безпартійний              | 26.03.2006   | 31.10.2010      |
| Полєно Ольга Анатоліївна | Сільський голова, 1969 року народження, освіта вища, член Партії регіонів | 31.10.2010   |                 |

Примітка: таблиця складена за даними джерела